# Univerza Bifröst
Univerza Bifröst je zasebna univerza na Islandiji. Nahaja se v dolini Norðurárdalur, približno 30 kilometrov severno od mesta Borgarnes na Islandiji. Sprva je bila poslovna šola, danes pa je samostojna univerza z delno javnim financiranjem, ki nudi programe ekonomije, prava in družbenih ved.
Leta 2007 je bilo na univerzo vpisanih 560 rednih študentov dodiplomskih programov, podiplomskih programov in t. i. preparatorija. Ti so stanovali v univerzitetnem študentskem naselju. Poleg tega je na univerzo vpisanih še 700 (leta 2007) študentov na daljavo. Naselje Bifröst, ki je dobilo ime po univerzi, je zraslo okoli univerze. Večina prebivalcev naselja je študentov, njihovih družinskih članov in osebja.

## Zgodovina
Univerza je bila ustanovljena leta 1918 v glavnem mestu Islandije, Reykjavíku. Ustanovil jo je Jónas Jónsson, pomemben politik tistega časa, ki je bil več let tudi poslanec islandskega parlamenta (Althing). V letu 1955 se je šola preselila na podeželje, nekako na četrt poti od prestolnice Reykjavík do Akureyrija, največjega mesta izven širšega mestnega območja prestolnice. Šola se je s svojim naseljem od takrat neprestano širila.
V letu 2006 se je preimenovala iz Bifröst School of Business v Bifröst University in s tem dokončno postala univerza. V tem letu je kot rektor univerze odstopil Runólfur Ágústsson, ki ga je nasledil Ágúst Einarsson. Slednji je bil prej dekan poslovne šole na Univerzi Islandije, rektor pa je ostal štiri leta. 5. junija 2010 je rektor univerze postal Magnús Árni Magnússon. Med letoma 2011 in 2013 je bila rektorica Bryndís Hlöðversdóttir, ki je bila rektorica že med predkriznima letoma 2006 in 2007. Od leta 2020 je rektorica Margrét Jónsdóttir Njarðvík. 

## Lokacija
Univerza Bifröst leži na podeželju, na polju lave ob Cesti 1, ki kot obroč povezuje celotno priobalno Islandijo. Od Reykjavika (100 km) je oddaljena uro in pol vožnje, od Borgarnesa pa 25 minut. Do univerze dnevno pelje tudi avtobus z linije Reykjavik – Akureyri.
V naselju so še univerzitetna knjižnica, fitnes, savna, solarij, manjši bazen, kavarna/bife, trgovina in tudi vrtec. V neposredni bližini sta ugasla vulkana Grábrók in Grábrókarfell, jezero Hreðavatn in slap Glanni.